# Plastifiant pour matière plastique
Pour les articles homonymes, voir Plastifiant.

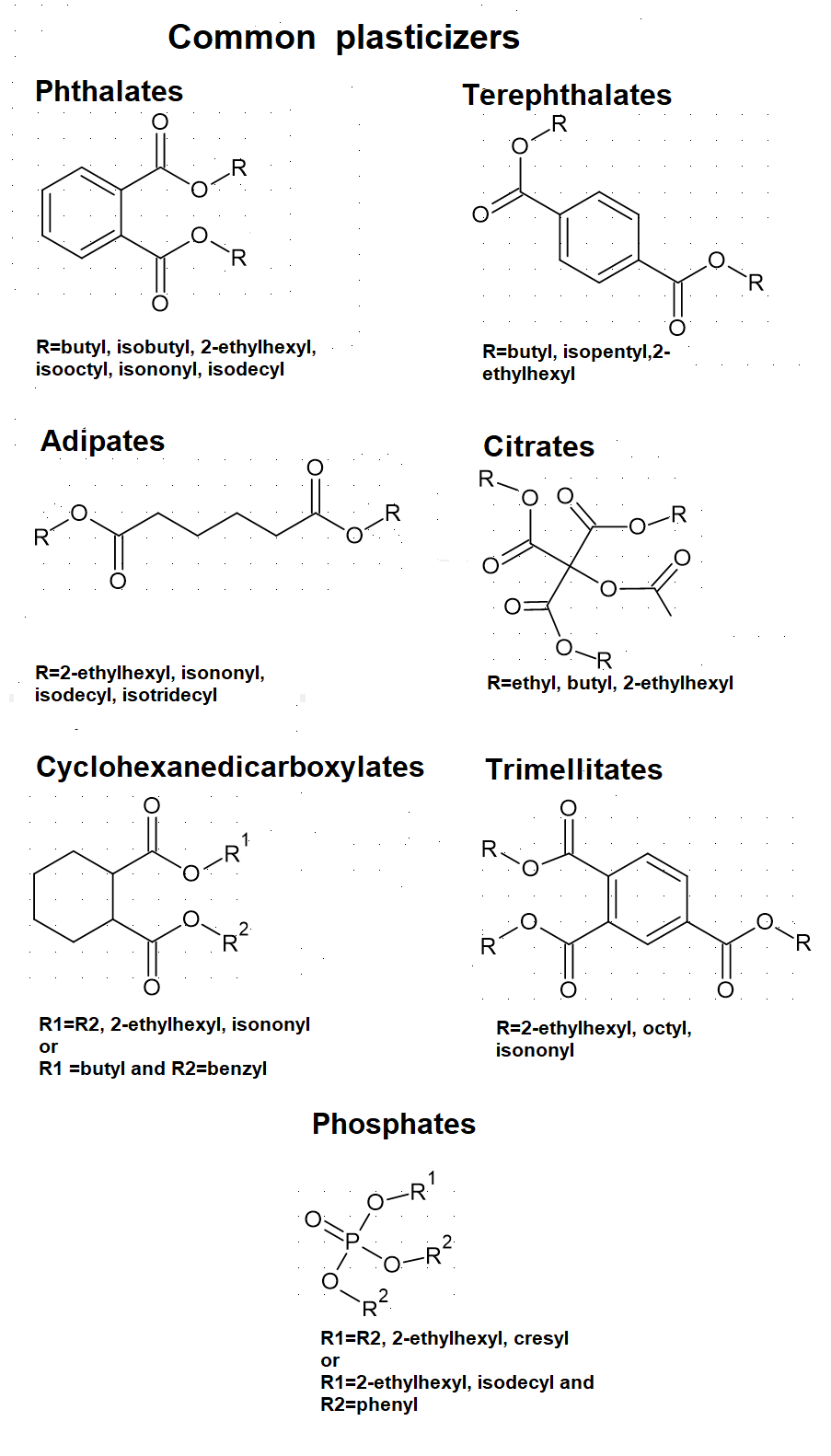
Plastifiants.

Un plastifiant est une molécule ou un oligomère qui rend un plastique souple et flexible, notamment à basse température. C'est soit un liquide peu volatil, soit un solide. Il diminue l'attraction entre les chaînes polymérisées pour rendre leur assemblage plus flexible. Certains plastifiants augmentent la résistance au blanchiment lorsque le plastique est plié ou poinçonné.
Depuis l'explosion de la fabrication des plastiques dans les années 1960, plus de trente mille substances différentes ont été évaluées pour leurs propriétés plastifiantes, mais seules une cinquantaine de ces plastifiants sont aujourd'hui couramment utilisés à des fins commerciales.
Ils sont essentiellement utilisés pour améliorer des plastiques (polychlorure de vinyle ou PVC notamment), mais ils améliorent aussi certains bétons, céramiques, plâtres et produits connexes.
En 2014, le marché mondial des plastifiants était selon l'industrie du plastique de 8,4 millions de tonnes, dont 1,3 million de tonnes métriques en Europe.

## Fonctions
Il abaisse la température de transition vitreuse du matériau final en s'insérant entre les chaînes macromoléculaires et en remplaçant une partie des interactions polymère-polymère par des interactions polymère-plastifiant.
Par exemple, le PVC brut est rigide ; par ajout de plastifiants tels les phtalates d'alkyle ou les phosphates, il devient souple.

## Quantité
En 2014, les plastifiants comptaient pour plus de la moitié des additifs utilisés par l'industrie du plastique dans le monde.
La proportion massique peut atteindre cinquante parties de plastifiant pour cent parties de polymère. Les matériaux obtenus sont totalement différents (obtention par exemple d'un plastisol).

## Choix
Un plastifiant idéal est :
- compatible avec la matrice polymère, pour éviter le phénomène de migration ;
- peu volatil (il présente une faible pression de vapeur saturante pour être peu sensible à l'évaporation) pour être permanent ;
- difficilement extractible par les liquides (eau, solvants…) qui seront en contact avec le matériau plastifié ;
- performant vis-à-vis de certaines propriétés [souplesse (au détriment de la rigidité), tenue chimique (pour résister à l'oxydation), aux chocs, au froid, à la chaleur, résistivité, etc.] ;
- non toxique, alimentaire, inodore, incolore, peu coûteux, etc.

La plus grande famille des plastifiants se compose des phtalates, eux-mêmes divisés en trois sous-groupes : les phtalates très courts, courts et longs.